# Дуалин
Дуалин (на английски: Dwalin) е едно от джуджетата, които участват в похода към Самотната планина през 2941 година от Третата епоха на Средната земя заедно с Торин Дъбощит. Толкин заема името от Двалин, джудже в митологията на германите. Дуалин е по-малкияj от двамата сина на Фундин и негов брат е джуджето Балин. В романа „Хобитът“, където се описва пътешествието до Самотната планина, Дуалин е едно от най-малко споменаваните джуджета. В описанието от „Хобитът“ Дуалин носи тъмнозелена качулка, златист колан и има синя брада. Както и неговия брат Балин той може да свири на виола. Дуалин заема на Билбо Бегинс качулка и наметало за времето на тяхното пътуване до Самотната планина.
Дуалин вероятно умира през 91 година от Четвъртата епоха на Средната земя, когато е на 340 години.